# سوآرون
سوآرون (به لاتین: Soiron) یک منطقهٔ مسکونی در بلژیک است که در پوپنسته واقع شده‌است.